# Monte Forato (Alpi Giulie)
Il Monte Forato (Prestreljenik in sloveno - 2.499 m s.l.m.) è una montagna delle Alpi Giulie. Si trova sul confine tra Italia (provincia di Udine) e Slovenia (Goriziano sloveno).

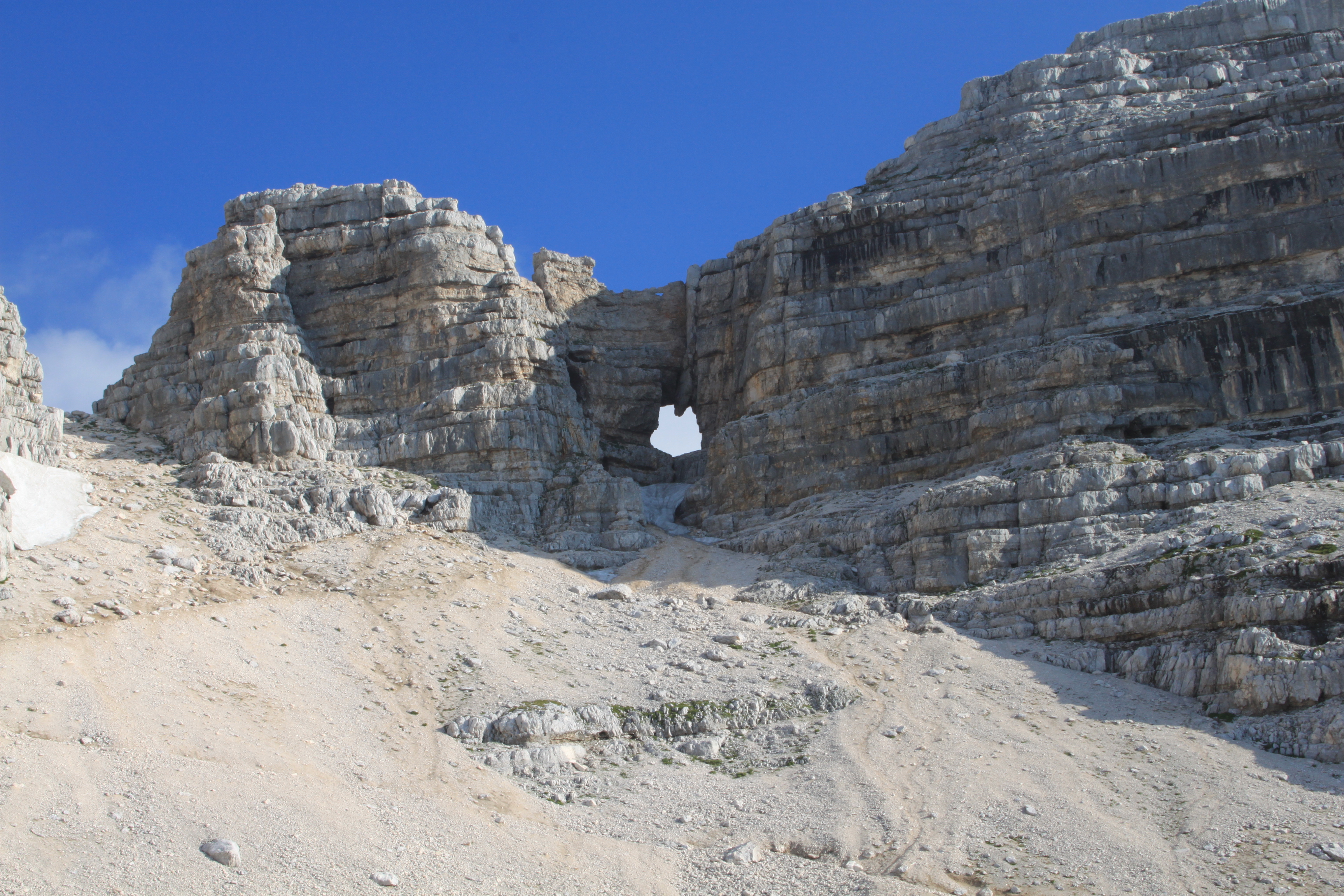
La finestra del Monte Forato